# San Martín, Libres
San Martín är en ort i Mexiko.   Den ligger i kommunen Libres och delstaten Puebla, i den sydöstra delen av landet, 150 km öster om huvudstaden Mexico City. San Martín ligger 2 439 meter över havet och antalet invånare är 219.
Terrängen runt San Martín är kuperad åt nordväst, men åt sydost är den platt. Runt San Martín är det ganska tätbefolkat, med 124 invånare per kvadratkilometer. Närmaste större samhälle är Villa de El Carmen Tequexquitla, 19,1 km söder om San Martín. Trakten runt San Martín består till största delen av jordbruksmark.